# Hesperocyon
Hesperocyon — вимерлий рід псових, який був ендеміком Північної Америки, від південної Канади до Колорадо. Він з'явився в підепоху середини еоцену  42.5–31.0 Ma.

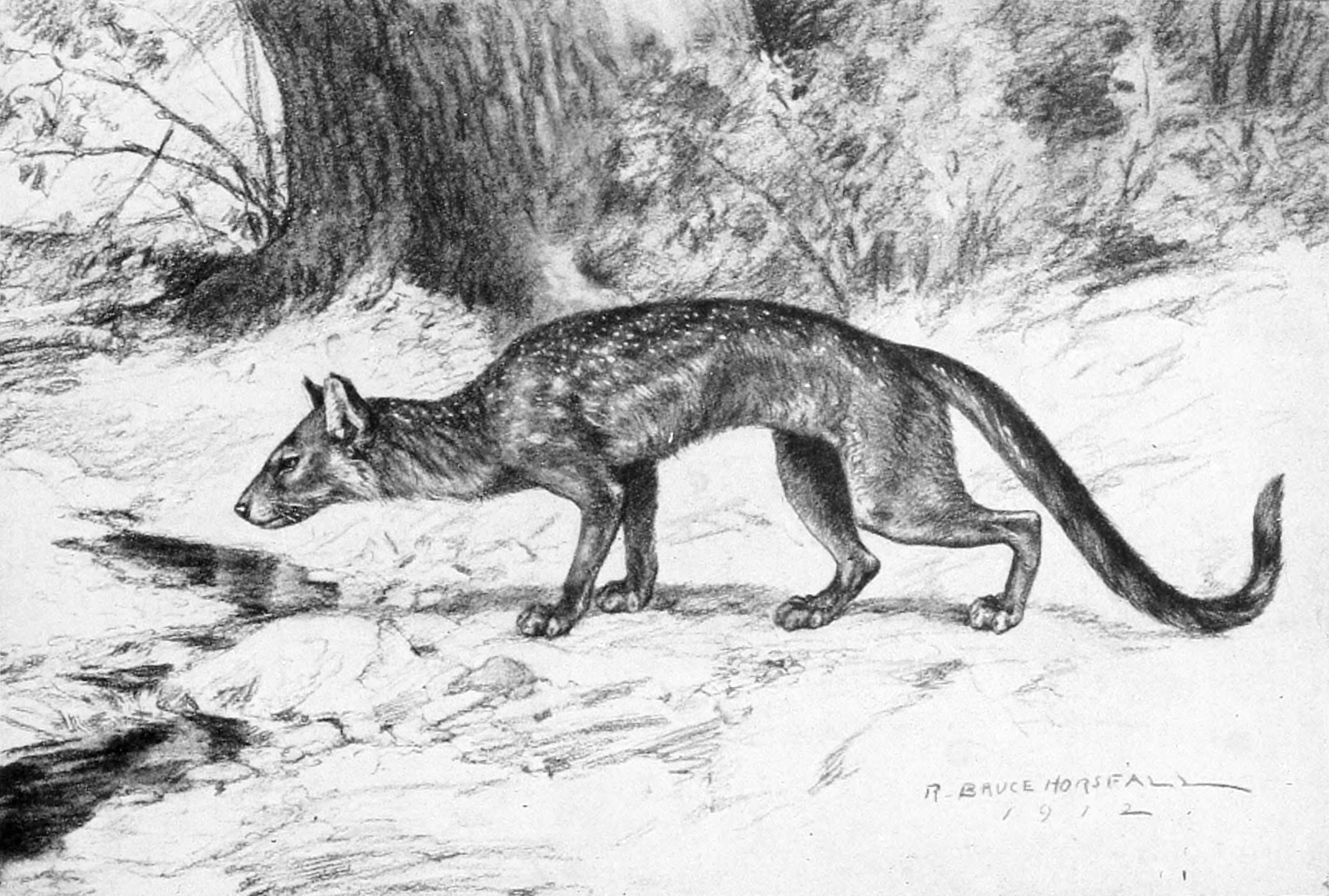
Художня реставрація H. gregarius

Hesperocyon був найранішим із псових, який еволюціонував після розколу Caniformia-Feliformia приблизно 42 мільйонів років тому.
Цей ранній пес завдовжки 80 сантиметрів більше нагадував віверу. Його тіло і хвіст були довгими і гнучкими, а кінцівки слабкими і короткими. Проте будова кісточок і розподіл зубів показали, що це був пес. Можливо, Hesperocyon був усеїдний — на відміну від гіперм'ясоїдних Borophaginae, які пізніше відокремилися від цієї лінії псових.